# فرد حسن
فرد حسن (بالإنجليزية: Fred Hassan)‏ هو شخصية أعمال أمريكي، ولد في 12 نوفمبر 1945.

## وصلات خارجية
- فرد حسن على موقع إن إن دي بي (الإنجليزية)